# Hagbards Høj
Hagbard Høj (deutsch „Hagbards Hügel“) ist ein Grabhügel aus der Bronzezeit. Er liegt nahe dem Sigerstedvej, fünf Kilometer südwestlich von Ringsted auf der dänischen Insel Seeland.
Die Randsteine der Hügeleinfassung wurden im 18. Jahrhundert entfernt. Hagbards Høj wurde nicht ausgegraben. Die Vertiefung im Zentrum des Erdhügels stammt von Militärübungen.
Der Hügelname steht in Zusammenhang mit der Legende von Hagbard und Signe. Nach Saxo Grammaticus (etwa 1140–1220) wurde Hagbard hier gehängt. In der Nähe lag früher der kleinere Signehøj. Weitere archäologische Stätten, die mit der Legende von Hagbard und Signe verbunden sind finden sich in Norwegen (Schiffssetzung von Agnes) und Schweden (Hagbards Galgen).